# Bischöfliches Kommissariat des Eichsfeldes
Das Erz-/Bischöfliche Kommissariat des Eichsfeldes war eine Verwaltungsbehörde des Kurfürst-Erzbistums Mainz im Eichsfeld.

## Hintergründe

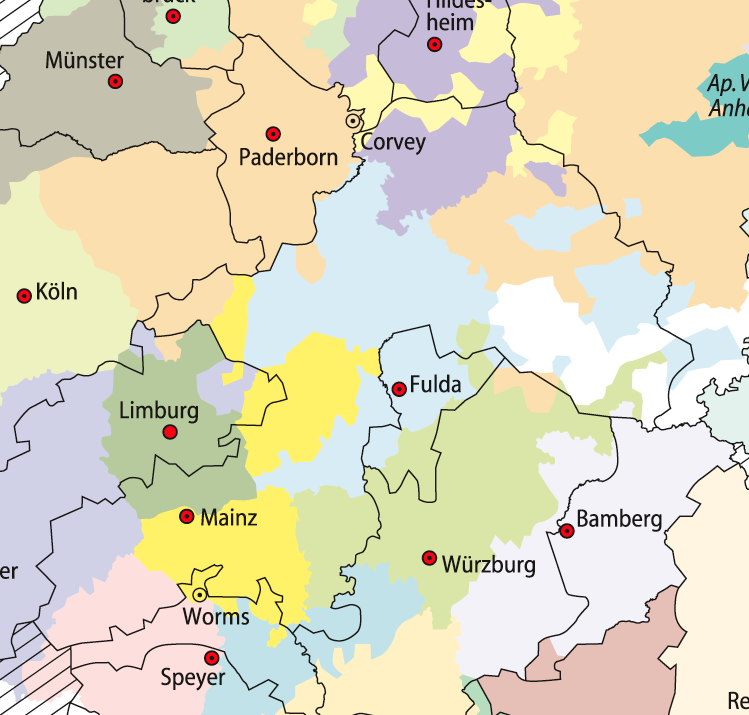
Erzdiözese Mainz von der Neuordnung durch Bonifatius bis 1803 (schwarze Linien)

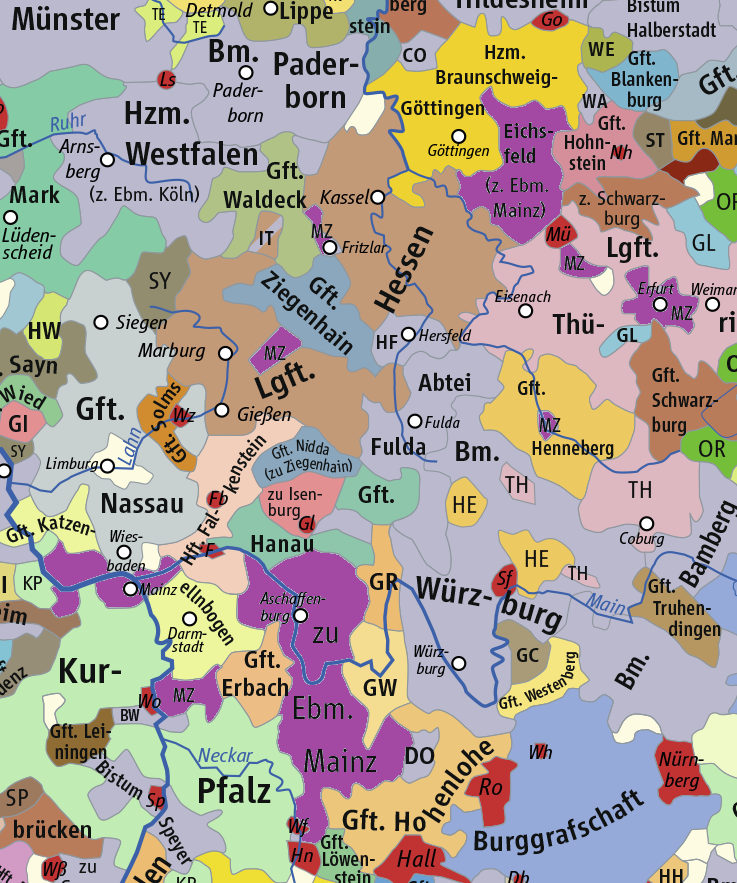
Reichsfürstentum Kurmainz (violett) im Heiligen Römischen Reich um 1400

Das Erzbistum Mainz war bis 1803 die größte Diözese der deutschen Kirche. Neben seiner kirchlichen Jurisdiktion war der Mainzer Erzbischof wie alle Bischöfe des alten Reichs seit dem frühen Mittelalter auch Reichsfürst über ein ausgedehntes Territorium. Die Gegend zwischen Werra und Harz gehörte sowohl zur kirchlichen Erzdiözese wie zum Kurstaat. Alle hohen Regierungsbeamten des Kurfürstentums waren Geistliche, kirchliche und weltliche Zuständigkeiten überschnitten sich und kollidierten nicht selten.
Mit der Einführung der Archidiakonate seit dem 11. Jahrhundert waren für das Gebiet des späteren Eichsfeldes vier Archidiakonate zuständig: Heiligenstadt, Nörten, Jechaburg und Dorla. Aufgrund von Differenzen zwischen den Archidiakonen und den Erzbischöfen von Mainz schufen diese im 14. Jahrhundert ein Amt mit besonderen Vollmachten, den Kommissarius. So gab es Kommissarien in Erfurt, Göttingen, Nörten und Einbeck und die Rechte der Archidiakone wurden im Laufe der Zeit immer weiter eingeschränkt. So wurde den Archidiakonen in den Bistümern der Kirchenprovinz Mainz nur eine niedere Gerichtsbarkeit in Ehesachen und in Sachen zugesprochen, die Kirchen, Investitur und Wucher betrafen, und zwar bis zur Summe von 20 Schillingen.

## Geschichte
Im Jahre 1449 wird erstmals der Propst Heiso Krauwel als Kommissarius erwähnt. Damit beginnt die Einrichtung eines eigenen Erzbischöflich Geistlichen Kommissariats im Eichsfeld. Es war nicht nur für das Eichsfeld zuständig, sondern auch für das Petersstift in Nörten und benachbarte Territorien wie die Ganerbschaft Treffurt und die Vogtei Dorla. Nach Einführung der Reformation verlor sie zunehmend ihren Einfluss in Treffurt und in der Vogtei, lediglich das Dorf Wendehausen blieb unter ihrer Aufsicht. Auch in den adligen Gerichtsbezirken derer von Hanstein und Wintzingerode verlor das Kommissariat die Aufsicht.
Im Dreißigjährigen Krieg zog das Kommissariat 1638 nach Duderstadt und 1781 wieder zurück nach Heiligenstadt. Nach dem Ende der geistlichen Staaten, der Besetzung des Eichsfeldes durch das Königreich Preußen und der anschließenden Aufteilung in einen hannoverschen und einen preußischen Teil folgte 1816 auch die kirchenrechtliche Teilung des Eichsfeldes. Für das zum Bistum Paderborn (1826–1930), Bistum Fulda (1930–1994) und Bistum Erfurt (bis heute) gehörende Obereichsfeld und einige Dörfer des Untereichsfeldes blieb es als Bischöfliches Kommissariat Heiligenstadt bestehen. Das 1824 zum Bistum Hildesheim gekommene Untereichsfeld erhielt ein eigenes Bischöfliches Kommissariat für das Untereichsfeld, zunächst an wechselnden Orten und ab 1847 dauerhaft in Duderstadt.

## Kommissariat
Zuständig war das Kommissariat für das Kollegiatstift zu St. Martin in Heiligenstadt, das außerhalb des Eichsfeldes gelegene Kollegiatstift St. Peter in Nörten, Abteien und Klöster im Eichsfeld, die Stadt- und Landpfarrer und die Kurmainz zustehenden Patronats-Pfarreien. Es prüfte die Rechnungen, Stiftungen und Eheversprechungen und hatte eine eigene Geistliche Gerichtsbarkeit, sowie die Aufsicht und Prüfung der Schullehrer und Hebammen. Der Kommissarius hatte neben der Führung des Kommissariats weitere Ämter und Aufgaben: er war Propst der Pfarrei in Heiligenstadt beziehungsweise Duderstadt, saß der Propstei Nörten vor und war Assessor am Oberlandgericht und Steueramt des Eichsfelder Staates. Mit Zunahme der Aufgaben wurde Behördenapparat vergrößert und mehrere Assessoren angestellt. Im eigenen Archiv wurden die Akten und Briefwechsel aufbewahrt. 1861 wurde dem Kommissariat die Gerichtsbarkeit entzogen und es wurde zur reinen Verwaltungsbehörde.

## Listen der Kommissarii im Eichsfeld
Die Auflistung enthält die bekannten Kommissarii seit Gründung der Kommissariate:

### Kommissariat des Eichsfeldes
- 1449 Heiso Krauwel (erster bekannter Kommissarius)[3]
- 1464–1475 Konrad Goldhagen
- 1476–1481 Hermann Helge
- 1482–1487 Jakob Engelberti
- 1521–1533 Jakob Stauffenhübel
- 1533–1537 Johannes Korlebegk
- 1537–1549 Johannes Buschhauer
- 1549–1573 Alexander Kindervater
- 1573–1600 Heinrich Bunte
- 1600–1603 Georg Wand
- 1603–1616 Rudolf von Hiddessen
- 1616–1636 Martin Nagel
- 1626–1660 Christoph Jagemann
- 1660–1664 Andreas Burckardt
- 1664–1666 Christoph Augustin Weiner
- 1666–1722 Herwig Böning
- 1722–1736 Johann Georg Klinckhardt
- 1736–1738 Johann Heinrich Ohaus
- 1738–1743 Anselm Martin Rost
- 1751–1781 Johann Fritz Huth
- 1781–1811 Philipp Pattberg

### Kommissariat des Obereichsfeldes in Heiligenstadt
- 1811–1831 Gottfried Franz Würschmidt
- 1838–1863 Josef Nolte
- 1863–1893 Conrad Zehrt (1874–1882 war das Kommissariat geschlossen)
- 1893–1901 Christoph Herold
- 1902–1925 Hermann Osburg
- 1926–1932 Karl Poppe
- 1934–1941 Robert Buch
- 1941–1945 Adolf Bolte
- 1945–1967 Josef Streb
- 1967–1995 Paul Julius Kockelmann[4]
- 1995–2011 Heinz-Josef Durstewitz[5]
- 2012–2022 Hartmut Gremler[6][7]
- seit 2022 Marcellus Klaus

### Kommissariat des Untereichsfeldes
- 1816 Andreas Gödecke
- 1818–1833 Simon Schäfer (Obernfeld)
- 1834–1842 August Leibecke (Lindau)
- 1842–1845 Karl Wilhelm Aschoff (Wollbrandshausen)
- 1845 Böning Kommissariatsverwalter
- 1847–1864 Anton Seiters (ab hier in Duderstadt)
- 1864–1883 Anton Paasch
- 1886–1889 Friedrich Hugo
- 1889–1892 Theodor Schitz
- 1893–1919 Rudolf Bank
- 1919–1929 Josef Stübe
- 1929–1943 Franz Algermissen
- 1943–1971  Franz Ernst
- 1971–1987  Karl Kollmann
- 1987–2010 Wolfgang Damm
- 2010–2020 Bernd Galluschke
- seit 2020 Thomas Berkefeld